# أولاد علي الشباب الجنوبية (شويحية)
أولاد علي الشباب الجنوبية هي إحدى مشيخات المملكة المغربية، تتبع جغرافيا لإقليم بركان وإداريًا لشويحية. يقدر عدد سكانها بـ 871 نسمة حسب الإحصاء الرسمي للسكان والسكنى لسنة 2004.